# Чичо Буунме си спомня своите няколко живота
Чичо Буунме си спомня своите няколко живота (на тайски: ลุงบุญมีระลึกชาติ) е тайландски арт филм от 2010 година на режисьора Апичатпон Верасетакул.
Също както и другите филми на режисьора, така и този разглежда метафизични теми, като по специално набляга на идеята за преражданията.
Филмът печели голямата награда – Златна палма на кинофестивала в Кан през 2010 година и по този начин става първият тайландски филм с такова отличие.
Въпреки големите си фестивални успехи филмите на Верасетакул не се радват на особен успех в Тайланд, което го кара да се колебае дали да разпространява филма в родината си, което все пак се случва в пълния нецензуриран вариант.

## Сюжет
Филмът разглежда последните дни от живота на главния си герой – Чичо Буунме. Заедно с духа на починалата си жена и изчезналия си син, който се завръща в нечовешка форма, той медитира върху предишните си животи и причините за заболяването му.